# Die Rückkehr der Jedi-Ritter

Logo der Star-Wars-Reihe

Die Rückkehr der Jedi-Ritter (Originaltitel Return of the Jedi) ist ein US-amerikanischer Space-Opera-Film aus dem Jahr 1983 und ist der dritte Spielfilm und die sechste Episode der Star-Wars-Saga von George Lucas, welche in Deutschland am 9. Dezember 1983 erschien und Das Imperium schlägt zurück fortsetzt. Alternativ ist der Film auch unter dem Titel Star Wars: Episode VI – Die Rückkehr der Jedi-Ritter bekannt.

## Handlung
Der in Karbonit tiefgefrorene Körper von Han Solo befindet sich nun im Besitz von Jabba, der ihn in seiner Wüstenfestung auf Tatooine als bizarren Wandschmuck aufgestellt hat. Bei dem Versuch, Han zu retten, wird Prinzessin Leia gefasst und als persönliche Sklavin von Jabba gehalten. In einer Rettungsaktion gelingt es jedoch Luke Skywalker, seine beiden Freunde zu befreien. Luke macht sich danach auf ins Dagobah-System, um seine Ausbildung beim alten Jedi-Meister Yoda zu beenden. Yoda aber erklärt Luke, dass er keiner weiteren Ausbildung bedürfe, um Darth Vader gegenüberzutreten und ihn zu besiegen. Ein Sieg über Vader würde Luke zu einem Jedi-Ritter machen. Außerdem bestätigt Yoda, dass Vader Lukes Vater ist und früher einmal der Schüler von Obi-Wan Kenobi war. Kurz danach stirbt Yoda friedlich an Altersschwäche und wird eins mit der Macht. Nach Yodas Tod erfährt Luke durch den Machtgeist von Obi-Wan Kenobi, der ihm auf Dagobah erscheint, dass Leia seine Zwillingsschwester ist.
Währenddessen sammelt sich die Rebellenflotte, um Vorbereitungen für die entscheidende Schlacht gegen die Streitkräfte des Imperiums zu treffen. Das Imperium steht kurz vor der Vollendung eines neuen, mächtigeren Todessterns, dessen Bau der Imperator persönlich beaufsichtigt.
Eine kleine Kommandoeinheit der Rebellen unter der Leitung von Han, Luke und Leia begibt sich auf den Waldmond Endor, um den Generator des Schutzschildes zu zerstören, welcher den Todesstern umgibt. Dabei trifft der Stoßtrupp jedoch auf eine imperiale Patrouille mit Düsenschlitten. Luke und Leia verfolgen die Soldaten, werden dabei jedoch getrennt. Nach Leia stoßen auch die sie suchenden Han, Chewbacca und Luke auf die primitiven Ureinwohner des Mondes, die Ewoks. Diese halten C-3PO aufgrund seiner goldfarbenen Metallhülle für eine Gottheit. Der Droide erwirkt auf Anweisung Lukes, dass sie sich mit den Rebellen verbünden.
Luke plant indes, sich seinem Vater Darth Vader erneut in einem Zweikampf zu stellen und ihn von der dunklen Seite der Macht zurückholen. Zu diesem Zweck lässt er sich freiwillig gefangen nehmen. Er wird von Darth Vader auf den Todesstern gebracht, wo ihn der Imperator bereits erwartet, der Luke auf die dunkle Seite der Macht ziehen will. Als die Rebellenflotte eintrifft, ist der Schild des Todessterns noch aktiv und die Imperiale Armada verwickelt sie in eine aussichtslos scheinende Schlacht. Angesichts der Lage der Rebellen greift der verzweifelte Luke den Imperator mit seinem Lichtschwert an, wird jedoch von Vader aufgehalten; zwischen beiden beginnt ein Duell. Die Ewoks greifen im Verbund mit den Rebellen den Schildgenerator auf Endor an. Zusammen können sie die imperialen Truppen schlagen und den Generator sprengen.
Der Angriff auf den Todesstern beginnt, während Luke weiterhin gegen Darth Vader kämpft. Luke weiß, dass er der dunklen Seite der Macht verfallen würde, wenn er auf Wunsch des Imperators seinem Hass nachgibt und Vader tötet. Immer wieder versucht er, sich zurückzuhalten. Als Vader jedoch Lukes Gefühle durch die Macht erspürt, somit Leias wahre Herkunft erkennt und androht, sie bekehren zu wollen, gibt Luke seinem Hass nach: Er schlägt wild auf ihn ein und kann ihm die rechte Hand abtrennen, in der er sein Lichtschwert hält. Als Vader wehrlos zu Lukes Füßen liegt, fordert der Imperator ihn auf, Vader zu töten. Luke jedoch wirft sein Lichtschwert fort und weigert sich. Als ihn der Imperator daraufhin mit Machtblitzen töten will, ergreift Vader schließlich Partei für seinen Sohn Luke, der ihn unter Schmerzen um Hilfe bittet. Vader packt seinen Meister und schleudert ihn in einen Reaktorschacht des Todessterns, wo er augenscheinlich zu Tode kommt. Auch Darth Vader, den das Ausströmen der dunklen Macht aus dem Imperator schwer verletzt hat, bricht zusammen. Aber noch bevor er stirbt, lässt er sich von seinem Sohn die schwarze Atemmaske abnehmen, um ihn einmal noch mit seinen eigenen Augen sehen zu können. Luke kann nur noch mit Vaders Leichnam vom Todesstern entkommen.
Der Angriff der Rebellen führt kurze Zeit später auch zum Erfolg, und der zweite Todesstern wird in einer gewaltigen Explosion vernichtet.
Bei der Siegesfeier auf dem Waldmond trifft Luke wieder mit seinen Freunden zusammen. Während der Siegesfeier erscheinen die Machtgeister von Obi-Wan, Yoda und Anakin Skywalker, wobei Anakin in seiner jungen Gestalt erscheint. Mit einem rauschenden Fest feiern viele Planeten in der Galaxis ihre Befreiung von der Terrorherrschaft des Imperiums.

## Einordnung in dasStar-Wars-Universum

### Chronologie
Der Film spielt etwa ein Jahr nach den Ereignissen des direkten Vorgängers Das Imperium schlägt zurück und etwa vier Jahre nach Krieg der Sterne und bildet den Abschluss der klassischen Trilogie (1977–1983).
| Die dunkle Bedrohung |                   |                   |                   |                   |                   |                   |               | I             |               |               |               |               |                          |                          |                          |                          |                          |                          |                          |                         |                         |                         |                         |                         |                         |                         |                         |                   |                   |                   |                         |                         |                         |                         |
| Angriff der Klonkrieger |                   |                   |                   |                   |                   |                   |               |               |               | II            |               |               |                          |                          |                          |                          |                          |                          |                          |                         |                         |                         |                         |                         |                         |                         |                         |                   |                   |                   |                         |                         |                         |                         |
| Die Rache der Sith |                   |                   |                   |                   |                   |                   |               |               |               |               |               | III           |                          |                          |                          |                          |                          |                          |                          |                         |                         |                         |                         |                         |                         |                         |                         |                   |                   |                   |                         |                         |                         |                         |
| Krieg der Sterne |                   |                   |                   |                   |                   |                   |               |               |               |               |               |               |                          |                          |                          |                          |                          |                          |                          |                         |                         | IV                      | IV                      |                         |                         |                         |                         |                   |                   |                   |                         |                         |                         |                         |
| Das Imperium schlägt zurück |                   |                   |                   |                   |                   |                   |               |               |               |               |               |               |                          |                          |                          |                          |                          |                          |                          |                         |                         |                         |                         |                         | V                       |                         |                         |                   |                   |                   |                         |                         |                         |                         |
| Die Rückkehr der Jedi-Ritter |                   |                   |                   |                   |                   |                   |               |               |               |               |               |               |                          |                          |                          |                          |                          |                          |                          |                         |                         |                         |                         |                         |                         | VI                      |                         |                   |                   |                   |                         |                         |                         |                         |
| Das Erwachen der Macht |                   |                   |                   |                   |                   |                   |               |               |               |               |               |               |                          |                          |                          |                          |                          |                          |                          |                         |                         |                         |                         |                         |                         |                         |                         |                   |                   |                   |                         | VII                     |                         |                         |
| Die letzten Jedi |                   |                   |                   |                   |                   |                   |               |               |               |               |               |               |                          |                          |                          |                          |                          |                          |                          |                         |                         |                         |                         |                         |                         |                         |                         |                   |                   |                   |                         |                         | VIII                    |                         |
| Der Aufstieg Skywalkers |                   |                   |                   |                   |                   |                   |               |               |               |               |               |               |                          |                          |                          |                          |                          |                          |                          |                         |                         |                         |                         |                         |                         |                         |                         |                   |                   |                   |                         |                         |                         | IX                      |
| Rogue One |                   |                   |                   |                   |                   |                   |               |               |               |               |               |               |                          |                          | a)                       |                          |                          |                          |                          |                         | R1                      |                         |                         |                         |                         |                         |                         |                   |                   |                   |                         |                         |                         |                         |
| Solo |                   |                   |                   |                   |                   |                   |               |               |               |               |               |               |                          |                          | a)                       |                          | S                        |                          |                          |                         |                         |                         |                         |                         |                         |                         |                         |                   |                   |                   |                         |                         |                         |                         |
| Die Abenteuer der jungen Jedi | YJA               |                   |                   |                   |                   |                   |               |               |               |               |               |               |                          |                          |                          |                          |                          |                          |                          |                         |                         |                         |                         |                         |                         |                         |                         |                   |                   |                   |                         |                         |                         |                         |
| The Clone Wars (+ Kinofilm) |                   |                   |                   |                   |                   |                   |               |               |               | TCW           | TCW           | TCW           |                          |                          |                          |                          |                          |                          |                          |                         |                         |                         |                         |                         |                         |                         |                         |                   |                   |                   |                         |                         |                         |                         |
| The Bad Batch |                   |                   |                   |                   |                   |                   |               |               |               |               |               | TBB           | TBB                      |                          |                          |                          |                          |                          |                          |                         |                         |                         |                         |                         |                         |                         |                         |                   |                   |                   |                         |                         |                         |                         |
| Rebels |                   |                   |                   |                   |                   |                   |               |               |               |               |               |               |                          |                          |                          |                          |                          |                          |                          | Rebels                  | Rebels                  |                         |                         |                         |                         |                         | b)                      |                   |                   |                   |                         |                         |                         |                         |
| Resistance |                   |                   |                   |                   |                   |                   |               |               |               |               |               |               |                          |                          |                          |                          |                          |                          |                          |                         |                         |                         |                         |                         |                         |                         |                         |                   |                   |                   | Resistance              | Resistance              | Resistance              | Resistance              |
| The Acolyte |                   |                   | c)                |                   | TA                |                   |               |               |               |               |               |               |                          |                          |                          |                          |                          |                          |                          |                         |                         |                         |                         |                         |                         |                         |                         |                   |                   |                   |                         |                         |                         |                         |
| Obi-Wan-Kenobi |                   |                   |                   |                   |                   |                   |               |               |               |               |               |               |                          |                          |                          |                          |                          | K                        |                          |                         |                         |                         |                         |                         |                         |                         |                         |                   |                   |                   |                         |                         |                         |                         |
| Andor |                   |                   |                   |                   |                   |                   |               |               |               |               |               |               |                          |                          |                          |                          |                          |                          |                          | Andor                   | Andor                   |                         |                         |                         |                         |                         |                         |                   |                   |                   |                         |                         |                         |                         |
| The Mandalorian |                   |                   |                   |                   |                   |                   |               |               |               |               |               |               |                          |                          |                          |                          |                          |                          |                          |                         |                         |                         |                         |                         |                         |                         |                         |                   | M                 |                   |                         |                         |                         |                         |
| Das Buch von Boba Fett |                   |                   |                   |                   |                   |                   |               |               |               |               |               |               |                          |                          |                          |                          |                          |                          |                          |                         |                         |                         |                         |                         |                         | c)                      | c)                      |                   | BF                |                   |                         |                         |                         |                         |
| Ahsoka |                   |                   |                   |                   |                   |                   |               |               |               |               |               |               |                          |                          |                          |                          |                          |                          |                          |                         |                         |                         |                         |                         |                         |                         |                         |                   | A                 |                   |                         |                         |                         |                         |
| Skeleton Crew |                   |                   |                   |                   |                   |                   |               |               |               |               |               |               |                          |                          |                          |                          |                          |                          |                          |                         |                         |                         |                         |                         |                         |                         |                         |                   | SC                |                   |                         |                         |                         |                         |
| Ära | Die Hohe Republik | Die Hohe Republik | Die Hohe Republik | Die Hohe Republik | Die Hohe Republik | Die Hohe Republik | Fall der Jedi | Fall der Jedi | Fall der Jedi | Fall der Jedi | Fall der Jedi | Fall der Jedi | Herrschaft des Imperiums | Herrschaft des Imperiums | Herrschaft des Imperiums | Herrschaft des Imperiums | Herrschaft des Imperiums | Herrschaft des Imperiums | Herrschaft des Imperiums | Zeitalter der Rebellion | Zeitalter der Rebellion | Zeitalter der Rebellion | Zeitalter der Rebellion | Zeitalter der Rebellion | Zeitalter der Rebellion | Zeitalter der Rebellion | Zeitalter der Rebellion | Die Neue Republik | Die Neue Republik | Die Neue Republik | Aufstieg der 1. Ordnung | Aufstieg der 1. Ordnung | Aufstieg der 1. Ordnung | Aufstieg der 1. Ordnung |
| _ Prequel-Trilogie (Episoden I–III) _ Original-Trilogie (Episoden IV–VI) _ Sequel-Trilogie (Episoden VII–IX) _ A-Star-Wars-Story-Filme _ (kanonische) Animations-Serien _ (kanonische) Real-Serien |                   |                   |                   |                   |                   |                   |               |               |               |               |               |               |                          |                          |                          |                          |                          |                          |                          |                         |                         |                         |                         |                         |                         |                         |                         |                   |                   |                   |                         |                         |                         |                         |
| Die Folgen der Serien Die Mächte des Schicksals und Geschichten der Jedi spielen jeweils zu unterschiedlichen Zeitpunkten, sodass eine Auflistung in der Tabelle nicht sinnvoll möglich ist. Ebenfalls nicht aufgelistet sind Miniserien, Kurzgeschichten, Comics, Bücher und andere Begleitwerke des offiziellen Star-Wars-Kanons sowie der Themenpark Star Wars: Galaxy’s Edge (zwischen VIII und IX). Zur schematischen Einordnung der Handlungen wird die fiktive Zeitrechnung des Star-Wars-Universums verwendet. Diese unterscheidet zwischen den Jahren vor der Schlacht von Yavin (VSY) und nach der Schlacht von Yavin (NSY). Die Schlacht von Yavin IV bildet das Ende von Krieg der Sterne (1977), bei dem Luke Skywalker und die Rebellenallianz den ersten Todesstern zerstören. |                   |                   |                   |                   |                   |                   |               |               |               |               |               |               |                          |                          |                          |                          |                          |                          |                          |                         |                         |                         |                         |                         |                         |                         |                         |                   |                   |                   |                         |                         |                         |                         |
| a) Prolog, b) Epilog, c) Rückblenden |                   |                   |                   |                   |                   |                   |               |               |               |               |               |               |                          |                          |                          |                          |                          |                          |                          |                         |                         |                         |                         |                         |                         |                         |                         |                   |                   |                   |                         |                         |                         |                         |

### Figuren

#### Hauptfiguren
- Luke Skywalker (Mark Hamill), der Sohn des Jedi Anakin Skywalker, der in Wahrheit Darth Vader ist. Seine letzte Prüfung als Jedi-Ritter ist es, seinen Vater zu besiegen. Er ist der Zwillingsbruder von Leia Organa.
- Han Solo (Harrison Ford), ist ein Schmuggler und der Kapitän des Rasenden Falken. Er empfindet starke Gefühle für Leia.
- Leia Organa (Carrie Fisher), ehemalige Prinzessin von Alderaan und die leibliche Tochter des Jedi Anakin Skywalker. Nachdem Han von Boba Fett an Jabba den Hutten übergeben wurde, macht sie sich auf, um ihn zu retten. Sie empfindet ebenfalls starke Gefühle für Han.
- Darth Vader / Anakin Skywalker (David Prowse, Sebastian Shaw, Hayden Christensen), geboren als Anakin Skywalker, ist ein Sith-Lord und der Vater von Luke und Leia. Sein Ziel ist es, seinen Sohn auf die dunkle Seite zu bekommen.
- Lando Calrissian (Billy Dee Williams), ist der General der Rebellen-Allianz und der ehemalige Baron-Administrator der Wolkenstadt. Nachdem er seinen Freund Han verraten hatte, schloss er sich der Rebellen-Allianz an, um ihn zu retten.
- C-3PO (Anthony Daniels), ein humanoider Protokolldroide, der die meisten Abenteuer seit der Ausbildung Anakin Skywalkers zum Jedi miterlebt hat, meist mit seinem Freund und Begleiter R2-D2 an seiner Seite, ist im Dienste von Leia Organa.
- R2-D2 (Kenny Baker), ein Astromech-Droide.
- Chewbacca (Peter Mayhew), ein 200 Jahre alter Wookiee. Er stammt vom Planeten Kashyyyk und ist der treue Begleiter von Han Solo.
- Sheev Palpatine (Ian McDiarmid), Imperator des Galaktischen Imperiums. Er ist auch der Sith-Meister von Darth Vader. Sein Ziel ist es, die Rebellion zu beenden und Luke auf die dunkle Seite zu bekommen, um ihn zu seinem neuen Schüler zu machen.

#### Nebenfiguren
- Yoda (Frank Oz), ein 900 Jahre altes, kleines, grünes Wesen. Er war der Großmeister der Jedi, der, nachdem die Klonkriege endeten, als Ausgestoßener auf Dagobah lebt. Nach dem Tod von Obi-Wan Kenobi wurde er der neue Meister von Luke.
- Obi-Wan Kenobi (Alec Guinness), ein Jedi-Meister und der ehemalige Mentor und Freund von Anakin Skywalker. Seit seinem Tod erscheint Kenobi als Macht-Geist und gibt Luke weiterhin Ratschläge.
- Boba Fett (Jeremy Bulloch), ein Kopfgeldjäger, der von Darth Vader angeheuert wurde, um Han Solo gefangen zu nehmen. Er arbeitet nun für Jabba den Hutten.
- Gial Ackbar (Tim Rose), Admiral der Rebellen-Allianz.
- Mon Mothma (Caroline Blakiston), Anführerin der Rebellen-Allianz und ehemalige Senatorin von Chandrila.
- Firmus Piett (Kenneth Colley), Admiral des Galaktischen Imperiums, dient unter Darth Vader.
- Wedge Antilles (Denis Lawson), ein X-Flügler-Pilot der Rebellen-Allianz.
- Nien Nunb (Mike Quinn), ein X-Flügler-Pilot der Rebellen-Allianz.

### Orte
- Tatooine, ein Wüstenplanet im Äußeren Rand (Outer Rim), der um ein Zwillingssonnenpaar kreist. Der Planet wird von Jabba dem Hutten regiert und ist abseits von wichtigen Handelsrouten am Rande des Äußeren Rand-Territoriums ein Refugium für Schmuggler, Kriminelle und Leute, die nicht gefunden werden wollen. Sonst hat er, abgesehen von Feuchtfarmen und Bars, nicht viel Sehenswertes. Es ist der Heimatplanet von Luke Skywalker und dessen Vater Anakin Skywalker. Auf Tatooine befindet sich zunächst auch Han Solo, der in Jabbas Besitz ist.
- Dagobah, ein abgelegener Planet, dessen Oberfläche zu großen Teilen aus Sumpfgebieten besteht. Die Macht ist auf diesem Planeten sehr stark, sodass es auch eine starke natürliche Präsenz der dunklen Seite der Macht gibt. Der Planet ist Yodas selbstbestimmtes Exil.
- Der zweite Todesstern ist nach der Zerstörung des ersten die neue riesige Kampfstation des Imperiums. Er verfügt über einen Thronsaal, in dem sich der Imperator aufhält.
- Endor, ein stark bewaldeter Mond im Äußeren Rand mit einigen Savannen und Bergregionen. Der Mond wird vom Imperium als Standort eines Schutzschildgenerators benutzt, dessen Schild die Konstruktion des zweiten Todessterns sichern soll. Endor umkreist einen unbewohnbaren Gasriesen, der ebenfalls als Endor bezeichnet wird.

## Hintergründe
- „Die Rückkehr der Jedi-Ritter“ sollte anfangs den Titel „Revenge of the Jedi“ tragen. Paramount drehte allerdings zum selben Zeitpunkt „Star Trek II: Der Zorn des Khan“ der damals noch „Revenge of Khan“ heißen sollte. Nach langen Verhandlungen entschied sich Paramount für den Titel „The Wrath of Khan“. Kurz vor dem Erscheinen bekam der dritte Film der Star-Wars-Saga einen neuen Titel: „Return of the Jedi“. George Lucas kommentierte diese Änderung mit der Aussage, dass Jedi keine Rache üben. Ungünstigerweise hatte ein lizenzierter T-Shirt-Hersteller zu diesem Zeitpunkt bereits tausende Fan-Shirts mit dem falschen Namen gedruckt, welche heute bei Fans im vierstelligen Euro-Bereich gehandelt werden.[7]
- Ursprünglich sollte die Konfrontation zwischen Luke Skywalker und Darth Vader auf der imperialen Thronwelt Had Abbadon stattfinden, welche wesentlich später die Grundidee für den Planeten Coruscant lieferte, der ab der Special Edition von 1997 einen Kurzauftritt als imperiale Thronwelt hatte und auch einer der Haupthandlungsorte in den später verfilmten Episoden 1–3 ist. Der Handlungsort der Konfrontation von Rückkehr der Jedi-Ritter wurde jedoch später dann auf den neuen Todesstern und den Waldmond Endor verschoben.
- Während der Dreharbeiten trug der Film den Codenamen „Blue Harvest – Horror beyond Imagination“, um für Ruhe vor den Fans und Pressevertretern zu sorgen.[8]
- Wie bereits bei den Dreharbeiten zum zweiten Teil schlug Harrison Ford George Lucas vor, Han Solo sterben zu lassen, um dem Charakter mehr Tiefe zu verleihen; Lucas war jedoch dagegen.
- Die Szene, in der der Imperator von Darth Vader über ein Geländer in den Todessternreaktor geworfen wird, sollte zunächst von einem Stuntman gespielt werden. Nachdem die Szene nach mehreren Versuchen mit Drahtseilen und anderen Tricks noch immer nicht funktioniert hatte, rief man ernüchtert David Prowse an das Set. Trotz einer Schwellung im Knie drehte er die Szene, und sie gelang bei der ersten Aufnahme.
- In der Special Edition des Filmes von 1997 wurde die Siegesfeier auf Waldmond Endor um einen neuen Score sowie weitere Feierszenen auf den anderen Planeten der vorangegangenen Filme (außer Hoth) ergänzt. Hier wurde auch zum ersten Mal überhaupt der Planet Coruscant gezeigt (fälschlicherweise vor dem Himmel von Tatooine), obwohl dieser erst zwei Jahre später in Star Wars: Episode I – Die dunkle Bedrohung eine gewichtigere Rolle spielen sollte.
- In der DVD-Version von 2004 wurde der Geist des alten Anakin Skywalker durch den von Hayden Christensen dargestellten jungen Anakin aus Episode II und III ersetzt. Ursprünglich war in dieser Szene Sebastian Shaw neben Obi Wan und Yoda zu sehen, der im Abspann auch weiterhin als Anakin Skywalker aufgeführt ist.[9]
- Auf dieser Version wurde außerdem der Planet Naboo aus Episode I in die Abschlusszeremonie am Ende des Filmes einbezogen.

## Titel und Versionen

Logo im Stil der Prequel-Trilogie (1999)

Die ursprüngliche Kinofassung beinhaltete bereits den Untertitel „Krieg der Sterne: Episode VI“.
1997 wurde der Film zugunsten besserer und einheitlicher Vermarktung der seinerzeit anstehenden Prequel-Trilogie als Star Wars: Episode VI – Die Rückkehr der Jedi-Ritter – Special Edition in den Kinos wiederveröffentlicht. Diese Version wurde mit den neuen technischen Möglichkeiten erweitert (mehr Spezialeffekte; Ersatz von modellbasierten Effekten durch computergenerierte) und ist auch um einige Minuten länger.

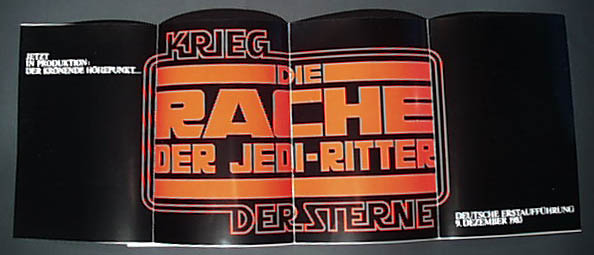
Logo mit dem „falschen“ Titel des Films

Für die erneut überarbeitete DVD-Veröffentlichung im Jahr 2004 wurde in der Vermarktung der Zusatz Special Edition fallengelassen. Dennoch ist die Bezeichnung Special Edition inoffiziell auch weiterhin für alle Filmversionen seit 1997 gebräuchlich, um diese digital überarbeiteten von den vorherigen Versionen abzugrenzen.
Die Version von 2004 erschien gebündelt mit der Kinoversion von 1983 im Jahr 2006 als Limited Edition auf DVD. Dies stellt das bisher letzte Mal dar, dass George Lucas die nicht digital überarbeitete Version auf einem aktuellen Heimvideoformat veröffentlicht hat, wobei auch dafür schon keine digitale Aufbereitung bzw. Anpassung des Filmmaterials an die Gegebenheiten des Datenträgers DVD vorgenommen wurden. Stattdessen wurde das Filmmaterial früherer Laserdisc-Veröffentlichungen schlicht auf DVD überspielt.
Zur Veröffentlichung der Blu-Ray-Saga-Box im Jahr 2011 wurde der Film ein weiteres Mal an mehreren Stellen digital überarbeitet und stellt damit die vierte Fassung von Die Rückkehr der Jedi-Ritter dar.
Für die Video-on-Demand Veröffentlichung wurde erstmals seit der Übernahme von Disney der 20th-Century-Fox-Einspieler entfernt.

## Synchronisation
Die Synchronisation übernahm die Berliner Synchron GmbH. Die Dialogregie stammte von Arne Elsholtz. Er schrieb auch zusammen mit Martin Großmann das Dialogbuch.
| Rollenname                    | Darsteller                                                    | Deutsche Synchronstimme                           |
| ----------------------------- | ------------------------------------------------------------- | ------------------------------------------------- |
| Luke Skywalker                | Mark Hamill                                                   | Hans-Georg Panczak                                |
| Han Solo                      | Harrison Ford                                                 | Wolfgang Pampel                                   |
| Prinzessin Leia Organa        | Carrie Fisher                                                 | Susanna Bonasewicz                                |
| Lando Calrissian              | Billy Dee Williams                                            | Frank Glaubrecht                                  |
| C-3PO                         | Anthony Daniels                                               | Joachim Tennstedt                                 |
| Darth Vader                   | David Prowse (James Earl Jones, Stimme)                       | Heinz Petruo Reiner Schöne (eine Szene seit 2011) |
| Anakin Skywalker              | Sebastian Shaw (Hayden Christensen als Macht-Geist seit 2004) | Horst Schön                                       |
| Sheev Palpatine/Darth Sidious | Ian McDiarmid                                                 | Helmut Heyne                                      |
| Obi-Wan Kenobi                | Alec Guinness                                                 | Ernst Wilhelm Borchert                            |
| Yoda                          | Frank Oz                                                      | Hugo Schrader                                     |
| Wedge Antilles                | Denis Lawson                                                  | Ingolf Gorges                                     |
| Mon Mothma                    | Caroline Blakiston                                            | Alexandra Lange                                   |
| Admiral Ackbar                | Tim Rose (Erik Bauersfeld, Stimme)                            | Arnold Marquis                                    |
| Admiral Piett                 | Kenneth Colley                                                | Hans Nitschke                                     |

## Rezeption

### Kritiken
Die Rückkehr der Jedi-Ritter erhielt ein verhaltenes Presseecho, was sich auch in den Auswertungen US-amerikanischer Aggregatoren widerspiegelt. So erfasst Rotten Tomatoes zwar größtenteils wohlwollende Besprechungen und ordnet den Film dementsprechend als „Zertifiziert Frisch“ ein. Laut Metacritic fallen die Bewertungen im Mittel aber nur „Durchwachsen oder Durchschnittlich“ aus.
TV Spielfilm sah das Ende der Krieg-der-Sterne-Reihe „leider nicht mehr ganz so innovativ wie seine beiden Vorgänger“, konnte aber mit „atemberaubenden Actionsequenzen und noch nie gesehenen Spezialeffekten“ überzeugen. Insgesamt resümierte man einen „actionreichen Abschluss eines tollen Sci-Fi-Epos.“
Der Filmdienst sah das dritte Weltraumabenteuer ebenfalls kritischer. So besitzt es nur noch „stellenweise den unbeschwerten Charme des Comic Strip, während die Vielzahl der Effekte den Eindruck eines computergesteuerten Puppentheaters aufkommen läßt.“
Die New York Times wertete den Film 1983 ähnlich. Man sehe „tanzende Ewoks, Jabba the Hutt und andere gemischte Kreaturen, die so sehr ohne visuelle Eigenschaften sind, dass man nur isolierte Einzelheiten in Erinnerung behält.“ Darüber hinaus empfand man die Kampfszenen des Films als ermüdend, weil „nie sicher ist, wer wen mit diesen Laser-Strahlen und Neutronenwaffen erschießt.“

### Auszeichnungen
Oscarverleihung 1984
- Sonderoscar für die besten visuellen Effekte an Richard Edlund, Dennis Muren, Ken Ralston und Phil Tippett
- Nominierung in der Kategorie Bestes Szenenbild für Norman Reynolds, Fred Hole, James L. Schoppe und Michael D. Ford
- Nominierung in der Kategorie Beste Filmmusik für John Williams
- Nominierung in der Kategorie Bester Ton für Ben Burtt, Gary Summers, Randy Thom und Tony Dawe
- Nominierung in der Kategorie Bester Tonschnitt für Ben Burtt

British Academy Film Awards 1984
- Auszeichnung in der Kategorie Beste visuelle Effekte für Richard Edlund, Dennis Muren und Ken Ralston
- Nominierung in der Kategorie Bestes Szenenbild für Norman Reynolds
- Nominierung in der Kategorie Beste Maske für Stuart Freeborn und Phil Tippett
- Nominierung in der Kategorie Bester Ton für Ben Burtt, Tony Dawe und Gary Summers

Saturn Award 1984
- Auszeichnung in der Kategorie Bester Science-Fiction-Film
- Auszeichnung in der Kategorie Bester Hauptdarsteller für Mark Hamill
- Auszeichnung in der Kategorie Bestes Kostüm für Aggie Guerard Rodgers, Nilo Rodis-Jamero
- Auszeichnung in der Kategorie Bestes Make-up für Phil Tippett, Stuart Freeborn
- Auszeichnung in der Kategorie Beste Spezialeffekte für Richard Edlund, Dennis Muren und Ken Ralston
- Nominierung in der Kategorie Beste Regie für Richard Marquand
- Nominierung in der Kategorie Beste Hauptdarstellerin für Carrie Fisher
- Nominierung in der Kategorie Bester Nebendarsteller für Billy Dee Williams
- Nominierung in der Kategorie Beste Filmmusik für John Williams

Grammy Awards 1984
- Nominierung in der Kategorie Bestes Album mit Originalmusik geschrieben für einen Film oder ein Fernsehspecial für John Williams

Hugo Award
- dramatischste Präsentation

Jupiter 1984
- Auszeichnung in der Kategorie Bester Film

Goldene Leinwand
- 3 Millionen Zuschauer in 18 Monaten

2021 wurde der Film in das National Film Registry aufgenommen.

## Fortsetzungen
Mit der siebten Episode Star Wars: Das Erwachen der Macht (2015) wurde Die Rückkehr der Jedi-Ritter, sowie auch die Haupthandlung der Filmreihe fortgesetzt. Die Serie Das Buch von Boba Fett (2021–2022) knüpft an die Ereignisse nach der Befreiung von Han Solo an und erzählt in Teilen nahtlos fortgesetzt die Geschichte des im Film vermeintlich gestorbenen Kopfgeldjägers Boba Fett.

## Trivia
Als die Figur der Prinzessin Leia (gespielt von Carrie Fisher) im Palast von Jabba dem Hutten gefangen genommen wird, zwingt dieser sie ein freizügiges Sklavinnen-Kostüm zu tragen. Das Kostüm, auch bekannt als Bikini von Prinzessin Leia, erlangte Kultstatus. Das Original, das Carrie Fisher im Film trug, wurde 2024 bei einer Auktion vom deutschen Bikiniartmuseum in Bad Rappenau gekauft, wo es seither ausgestellt wird.